# 企業市民
企業市民（きぎょうしみん）とは経営学用語の一つ。企業は利益を追求する以前に良き市民であるべきであるという概念。これは社会において企業というものは権利を行使できることと同時に義務も負うべきであるということであり、地域においての市民であるという自覚を持つべきであるということである。このことから企業というのは利益を追求する業務を行うということに加えて、地域においてのボランティア活動や環境保護や寄付などといった事柄も行うべきであるという機運が高まっている。